# Rádio Disney Hits
Rádio Disney Hits é uma coletânea de vários artistas lançada pela Rádio Disney Brasil em 2011. Em seu repertório tem 15 faixas entre eles Selena Gomez & The Scene, Katy Perry, Luan Santana, Exaltasamba, Skank, entre outros. Esse disco, ainda alcançou a aparada de vendas da ABPD na 7ª colocação.

## Faixas
1. "A Year Without Rain" - Selena Gomez & The Scene
2. "Firework" - Katy Perry
3. "As Cores" - Cine
4. "Eu Não Mudaria Nada Em Você" (Wouldn't Change a Thing) - Jullie e Joe Jonas
5. "Baby" - Justin Bieber
6. "Adrenalina" (Ao Vivo) - Luan Santana
7. Ordinary Girl - Hannah Montana
8. "Garoto Errado" - Manu Gavassi
9. Introducing Me - Nick Jonas
10. Do Lado De Cá - Chimarruts
11. iYiYi - Cody Simpson feat. Flo Rida
12. TVendo Aquela Lua (Remix) - Exaltasamba
13. Alérgico - Anahi & Renné
14. De Repente - Skank
15. Boa Sorte pra Você - Victor & Léo